# Lâm Khẩu, Tân Bắc
Lâm Khẩu (tiếng Trung: 林口區; bính âm Hán ngữ: Línkǒu Qū; bính âm thông dụng: Línkǒu Cyu; Bạch thoại tự: Nâ-kháu khu) là một khu (quận) của thành phố Tân Bắc, Đài Loan. Quận nằm ở phía tây của thành phố và có tỷ lệ độ thị hóa thấp. Lâm Khẩu có tuyến Quốc lộ 1 đi qua, ngoài ra còn có Tỉnh lộ 15 và Tỉnh lộ 61. Các huyện lộ 105, 106 và 108 cũng chạy qua địa bàn quận. Đây là quê hương của Chu Kiệt Luân và Lại Quán Lâm (nhóm nhạc Wanna One).